# Marcel Brelot
Marcel Brelot (Châteauneuf-sur-Loire, 29 de dezembro de 1903 – Paris, 3 de agosto de 1987) foi um matemático francês.

## Obras
- Axiomatiques des fonctions harmoniques, 1965 (Kurs in Montreal)
- On topologies and boundaries in potential theory, Lecture Notes in Mathematics, 1970
- Éléments de la théorie classique du potentiel, 1959
- La théorie moderne du potentiel (de Gauss 1840 à 1952), Annales Inst. Fourier 1952